# Ding Yi
Dans ce nom chinois, le nom de famille, Ding, précède le nom personnel Yi.
Ding Yi (en chinois : 丁毅 ; en pinyin : Dīng Yì), né le 14 janvier 1959 à Shanghai (Chine), est un pongiste autrichien d'origine chinoise qui a représenté l'Autriche aux Jeux olympiques en 1988, en 1992, en 1996, et en 2000.
Il joue en prise porte-plume et est droitier.